# Георге Симота
Георге Симота (на румънски: Gheorghe Simotta) е виден румънски архитект от XX век, е автор на много сгради, особено в периода между Първата и Втората световна война. Симота е ученик на Петре Антонеску, представител на неорумънското течение, но развива личен стил на балкански резонанс, с влияния от византийското декоративно изкуство. Учител е на много поколения румънски архитекти. Паралелно с архитектурата рисува и много акварели, пазени в архива на Съюза на румънските архитекти. Сградите му носят отпечатъка на ясна концепция, която се отразява в обема на украсата, облицовката и ясния, дефиниран начин за изрязването им в пространството на градския пейзаж.

## Биография
Симота е роден в 1891 година в костурското арумънско (влашко) село Клисура. Семейството му е търговско с връзки на Балканите и в Австрийската империя, но обеднява в края на XIX век. Учи в румънското училище в Клисура, а в 1910 година завършва Румънския лицей в Битоля и емигрира в Румъния при майка си и баба си и започва да учи във Висшето архитектурно училище в Букурещ при Петре Антонеску. Завършва в 1916 година и е доброволец в Първата световна война се сражава на фронта една година, след което през пролетта на 1917 година е командирован във военната строителна служба. Разболява се от екзантемен тиф, но се възстановавя и в 1918 година се връща в Букерещ.
През междувоенния период Симота изпълнява много проекти – самостоятелни къщи, жилищни блокове, религиозна архитектура, стадион, погребална архитектура, болница, музей, хан и други. Корнел Самара споменава 180 негови проекта, от които 130 са завършени. Сред важните му творения са Двореца на Патриаршията, Ермитажната църква Дарвари, сградите на улица „C. A. Розети“ № 19, булевард „Магеру“ № 31, сградата на кръстовището на булевард „Дачия“ с „Еминеску“, на „Алея Модроган“ № 2, на „Питар Мош“ № 6 (Офис за снабдяване на фармацевти), на булевард „Елисабета“ № 61, Военният дом. През 1938 година става редовен професор в Архитектурния факултет в Букурещ, в катедрата по декоративен и академичен дизайн. Преподава в продължение на 30 години. Успоредно с това, особено в напреднала възраст, рисува много, оставяйки след себе си много акварели. Умира през 1979 години, на 88-годишна възраст.